# Франк Абагнейл
Франк Абигнейл Джуниър (на английски: Frank Abagnale Junior) е американски предприемач, бизнесмен, консултант по сигурността, известен като бивш измамник и фалшификатор.
Роден е в Ню Йорк на 27 април 1948 г. Става известен през 1960-те години, когато успешно прехвърля $ 2,5 милиона във фалшиви чекове през 26 страни в рамките на 5 години, още докато е само 16-годишен. Франк твърди, че през това време е бил с 6 различни самоличности, успешно се е представял за пилот, лекар, затворнически инспектор и адвокат. Два пъти успява да избяга от полицията.
Животът на Абигнейл служи за вдъхновение на филма „Хвани ме, ако можеш“ (Catch Me If You Can), където ролята му е поверена на Леонардо ди Каприо. Понастоящем Франк е консултант и лектор в Академията на ФБР. Притежава собствена компания, която консултира хиляди фирми и е милионер.

## Детство
Абигнейл е трето от четири деца и прекарва първите 16 години от живота си в Бронксвил, Ню Йорк Сити. Майка му Паула и баща му Франк Абигнейл Старши се развеждат, когато Франк е на 16 години. Той е единственото дете, над което баща му получава попечителство. Абигнейл Старши имал слабост към политиката и бил модел за подражание на сина си.

## Първата измама
Първата му жертва бил баща му. Когато Франк Дж. започнал да се интересува от жени, открил, че може постоянно да пилее пари по тях. Понеже парите все не му достигали, той помолил баща си за кредитна карта, с която да зарежда с бензин Форда от 1952 г. Абигнейл Дж. започнал да прави сделки с работниците от бензиностанции из цял Ню Йорк, като ги карал да купуват неща с кредитната му карта. Той получавал част от парите, а работникът продавал стоката и вземал парите от нея. За 2 месеца Франк официално „купил“ 14 автомобилни гуми, 22 акумулатора и големи количества бензин. Сметката била $3400 и баща му разбрал за нея, чак когато от банката го потърсили лично, понеже Франк Джуниър изхвърлял всички сметки, които идвали по пощата.

## Банкови измами
Първият трик на Абигнейл бил да пише чекове на собствената си превишена сметка – нещо, което е било възможно, когато е писал чекове за повече пари, отколкото е имало в сметката. Това обаче работело само за определено време преди банката да поиска плащане, затова той си отварял нови сметки в различни банки и вероятно с различни самоличности. С времето той експериментирал и откривал различни начини да мами банките. Печатал почти идеални копия на чекове, депозирал ги и след това убеждавал банките да му отпуснат пари в аванс на базата на парите в сметките. Тези пари, разбира се, никога не се материализирали, тъй като чековете били отхвърляни.
Сред известните трикове на Абигнейл било да слага номера на сметката си върху празни депозитни бележки, които слагал сред истинските в банката. Така депозитите на клиентите отивали в неговата сметка. По този начин успял да открадне над $40 000 преди да го разкрият. Когато банката започнала да го търси, Абигнейл вече бил взел всички пари и сменил самоличността си.

## Други измами

### Пилот
Pan American Airlines изчисляват, че между 16- и 18-годишна възраст Франк Абигнейл е прелетял над 1 600 000 километра с над 250 полета до 26 държави за сметка на авиокомпанията. Също така е отсядал безплатно в различни хотели. Абигнейл твърди, че често истинските пилоти са му предлагали да поеме контрол над самолета, но той никога не приемал като се оправдавал, че предната нощ е купонясвал.

### Учител
Изважда си фалшива диплома от Колумбийския университет и преподава социология в университета „Бригъм Янг“ цял семестър под името Франк Адамс.

### Лекар
Почти една година се представя като началник отделение на педиатрията в болница в Джорджия под името Франк Конърс. Избира да се занимава с това, след като при слизане от полет в Ню Орлиънс полицията едва не го залавя. Осъзнава, че има голям шанс да го хванат, и се мести в Джорджия. Когато попълва данните за апартамент под наем, пише, че преди е бил лекар, защото се е страхувал, че собственикът може да се усъмни и да го издаде, ако напише пилот. Сприятелява се с истински лекар, който живее под него и започва временно работа в болницата, докато намерят някого за постоянно. Открива, че работата всъщност е лесна, тъй като не било нужно да прави нищо медицинско. Въпреки това за малко да го разкрият, когато бебе едва не умира от кислородна недостатъчност. Абигнейл все се отървавал от задълженията си като карал стажантите да вършат всичко. Накрая от болницата намерили нов заместник и Франк се върнал във въздуха.

### Адвокат
Докато се прави на пилот, споменава на стюардеса, че е завършил Харвард и иска да стане адвокат. Тя го запознава с неин приятел адвокат. Абигнейл си прави фалшива диплома от Харвард, преминава изпитите в Луизиана и започва работа като адвокат, когато е на 19 години. Въпреки че се проваля 2 пъти на изпита, той успява да го вземе на 3-тия опит след 8 седмици учене.
Негов колега, който наистина бил завършил в Харвард, обсипвал Абигнейл с въпроси за годините му в университета – той обаче не знаел нищо за университета, в който не бил стъпвал. След 6 месеца напуска, защото колегата му започнал да го подозира и да се рови в миналото му.

## Залавяне
Хванат е във Франция през 1969 г. когато служител на Air France го разпознава и го издава на полицията. Когато го задържат, 12 от страните, в които е действал Франк, искат екстрадирането му. След 2-дневен процес Абигнейл получава 1-годишна присъда, от която излежава само половината. Когато излиза, е екстрадиран в Швеция, където е съден по шведските закони. Там изкарва 6 мес. в затвора и след освобождаването му е съден в Италия. Накрая е изпратен в САЩ, за да излежи 12-годишна присъда във федерален затвор.
Във филма Том Ханкс е в ролята на ФБР агента.

## Бягство
По време на екстрадирането му в САЩ Абигнейл успява да избяга от самолета. След като минал през Бронкс, за да смени дрехите си и да вземе ключовете за депозитна кутия, в която държал $20 000, Абигнейл хванал влак до летището в Монреал, за да си вземе билет до Сао Пауло, Бразилия – страна, от която не може да бъде екстрадиран в САЩ. Заловен е, докато чакал на опашка за билет, и е предаден на граничния патрул на САЩ.
През април 1971 г. Абигнейл се измъква от федералните, докато чака процеса си. По онова време американските затвори са строго осъждани от групи за защита на човешките права и са разследвани от конгресни комитети. В Атланта вече били уволнени 2 души заради рапорти от федерални агенти под прикритие.
По чиста случайност придружаващият го шериф забравя документите с обвиненията му и Абигнейл е взет за инспектор под прикритие, като получава всякакви привилегии и храна. Франк се свързва с приятелка (в книгата си я нарича Джийн Себринг), която се представяла за негова годеница и му дава визитната картичка на инспектор К. Дънлап от бюрото по затворите и подправена визитна картичка на Шон О’Райли, агента от ФБР, който отговарял по неговия случай. Абигнейл казал на полицаите, че наистина е инспектор и им показал визитката на Дънлап като доказателство. Казал, че трябвало спешно да се свърже с агент Шон О’Райли. Когато набрали номера от картичката, отсреща вдигнала Джийн от телефон в МОЛ в Атланта, която се престорила на оператор на ФБР. По-късно му е позволено да се срещне с О’Райли в паркирана кола пред затвора. Джийн го закарва до автогарата, където Франк хваща автобус за Ню Йорк, а от там – влак за Вашингтон. Там е разпознат от служител в мотел и успява да се измъкне, като се представя за агент от ФБР. Отново на път за Бразилия, Абигнейл е заловен от 2 полицаи, докато преминавал покрай немаркираната им полицейска кола.

## Освобождаване
През 1974 г., след излежани 5 години, правителството на САЩ го освобождава при условието, че ще помага на федералните при разкриване на измами с чекове.
След освобождаването си Абигнейл се опитва да работи като готвач, разносвач и прожекционист, но е уволняван заради криминалното си минало. Накрая му писнало и предлага оферта на банка. Обяснява на банката какво е направил и предлага да покаже на персонала различни трикове, които използват фалшификаторите. Заявява, че ако не харесат това, което ще чуят, няма да му дължат нищо, но ако го харесат, ще му плащат по $500 на месец и ще го представят на други банки. Банките били впечатлени от резултатите и Франк започва законна работа като консултант по сигурността. По-късно основава „Абигнейл & съдружници“, която помага на бизнес света срещу измамите. Така успява да събере достатъчно пари, за да изплати задълженията си, които е натрупал през криминалната си кариера.
Франк Абигнейл Джуниър сега има собствен бизнес в Тълса, Оклахома и е милионер. Той продължава да консултира ФБР, а единият му син дори работи за федералните. Според уеб сайта му повече от 14 000 институции са приели програмите за защита от измами на Абигнейл.
Франк живее в Тълса, Оклахома с жена си, за която се жени година след освобождаването си. Имат 3 сина. Близки приятели са с Джо Шей, ФБР агента, който го залавя.